# Высокогорский мост
Высокогорский мост через Енисей — автомобильный мост через реку Енисей. Расположен возле посёлка Высокогорский на одном берегу реки и рядом с городом Лесосибирск на другом. На момент открытия является самым северным мостом через Енисей.

## История
Постройка данного моста обеспечила посёлок Высокогорский круглогодичной постоянной связью с дорожной сетью России, вместо паромов и зимника через реку. Мост способствует освоению новых месторождений полезных ископаемых.
Первый проект строительства моста был разработан ещё в 2010 году, в рамках федеральной программы по комплексному развитию экономического района «Нижнее Приангарье». Было предложено 5 вариантов конструкции моста. Кроме того, предполагалось строительство моста в совмещённом (автомобильно-железнодорожном) варианте, но позднее от идеи совмещения двух видов транспорта на мосту отказались. Длина моста по выбранному проекту составляла 1195 метров, центрального пролёта — 210 метров.
В 2018 году мост был включён в Комплексный план модернизации и расширения магистральной инфраструктуры до 2024 года. Контракт на строительство моста заключили 6 июля 2020 года, почти сразу же начались подготовительные работы. Официальная церемония начала строительства была проведена 28 октября 2020 года.
Открытие моста состоялось 31 августа 2023 года.

## Характеристики
Мост расположен на автодороге III технической категории. Длина моста — 1196 м. Ширина проезжей части — 10 м, имеются два служебных прохода шириной по 0,75 м. Русловые пролёты моста выполнены в виде неразрезной фермы с ездой понизу. Два крайних пролётных строения выполнены из металлических балок, два крайних пролёта с другой стороны моста — из железобетонных балок. Схема разбивки моста на пролёты: 2 х 33 + 105 + 210 + 2 х 180 + 210 + 105 + 2 х 63 м.